# Hans Lassen Martensen

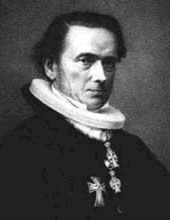
Hans Lassen Martensen,
1808–1884

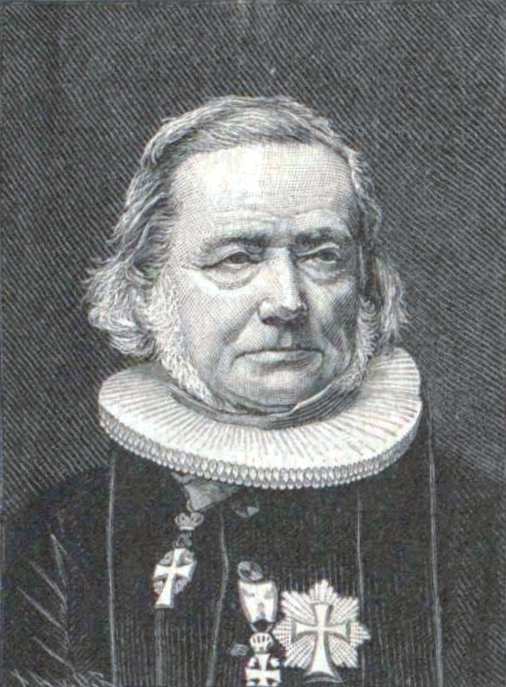
Hans Lassen Martensen

Hans Lassen Martensen (* 9. August 1808 in Flensburg; † 4. Februar 1884 in Kopenhagen) war ein dänischer Theologe und lutherischer Bischof von Seeland (Dänemark).

## Leben
Martensens Vater, der Seemann und spätere Schriftsteller Hans Andersen Martensen (1782–1822), zog 1817 nach Kopenhagen, wo Martensen das Gymnasium in Nørrebro besuchte und seit 1827 Evangelische Theologie studierte. Ein besonders einflussreicher Lehrer war Henrik Nicolai Clausen.
Seine Auslandsreise von 1834 bis 1836 führte ihn nach Berlin (hörte bei Philipp Konrad Marheineke und Henrich Steffens), Heidelberg (Karl Daub; Vertiefung in Meister Eckhart und Dante), München (Friedrich Wilhelm Joseph Schelling, Franz Xaver von Baader), Wien (Freundschaft zum Dichter Nikolaus Lenau, woraus die Abhandlung über Lenaus Faust (1836) erwuchs, Martensens erste Schrift) und Paris (Treffen mit dem dänischen Schriftsteller Johan Ludvig Heiberg und dessen Frau, der Schauspielerin Johanne Luise Heiberg).
Auf einer späteren Reise nach Kiel (1839) lernte Martensen Isaak August Dorner kennen, mit dem er von nun an in regem Briefkontakt stehen sollte.
Zurückgekehrt nach Kopenhagen promovierte er 1837 zum Lizenziaten der Theologie, wurde 1838 Lektor und 1840 Außerordentlicher Professor. Hier entstanden seine einflussreichen Lehrbücher über Moralphilosophie und Dogmatik, mit denen er zu einem Hauptvertreter der Vermittlungstheologie wurde. 1845 wurde er (nebenamtlich) von König Christian VIII. zum Hofprediger ernannt und rückte 1850 zum Ordentlichen Professor auf. Seit 1854 bis zu seinem Tod wirkte er als Bischof von Seeland (Sjælland) und damit Primas der (lutherischen) Dänischen Volkskirche.
Martensens Leichenpredigt für seinen Vorgänger im Bischofsamt Jacob Peter Mynster, in der er diesen als „unersetzlichen“ Bischof und „wirklichen Wahrheitszeugen“ bezeichnete, veranlasste Søren Kierkegaard zu seinem letzten scharfen Angriff auf die dänische Staatskirche. Ein erbitterter Gegner von Martensen war zudem der in Kopenhagen lebende isländische Theologe Magnús Eiríksson (1806–1881).

## Hauptwerke
- De autonomia conscientiæ sui humanæ, in theologiam dogmaticam nostri temporis introducta. Licentiatdisputats. Kopenhagen 1837. (dän.: Den menneskelige Selvbevidstheds Autonomie i vor Tids dogmatiske Theologie. Kopenhagen 1841. dt.: Die Autonomie des menschlichen Selbstbewußtseins in der dogmatischen Theologie unsrer Zeit. Kiel 1844).
- Mester Eckart: et Bidrag til at oplyse Middelalderens Mystik. Kopenhagen 1840.
- Grundrids til Moralphilosophiens System. Kopenhagen 1841. 3. Auflage 1879.
- Den christelige Daab betragtet med Hensyn paa det baptistiske Spørgsmaal. Kopenhagen 1843. (dt.: Die christliche Taufe. Gotha 1844. 2. Auflage 1860).[3]
- Den christelige Dogmatik. Kopenhagen 1849. 4. Auflage 1881. (dt.: Die christliche Dogmatik. 3. Auflage. Leipzig 1886).
- Til Erindring om J. P. Mynster. Kopenhagen 1855.
- Den christelige Ethik. 2 Bände. Kopenhagen 1871–1878 (Deutsche vom Verfasser veranstaltete Ausgabe: Die Christliche Ethik. 2 Bände. Rudolf Besser, Gotha 1878; 5. Auflage. Karlsruhe 1887).
- Katholicisme og Protestantisme. Et leilighedsskrift. Kopenhagen 1874.
- Af mit Levnet. Meddelelser. Autobiographie. 3 Bände. Kopenhagen 1882–1883 (dt.: Aus meinem Leben. 3 Bände. Karlsruhe 1883–1884).
- Briefwechsel mit Isaak August Dorner. 2 Bände. Berlin 1887.
- Predigtsammlung. Gotha 1859.
- Jacob Bøhme. Leipzig 1882.
- Between Hegel and Kierkegaard. Hans L. Martensen's philosophy of religion. Scholars Press, Atlanta, Ga. 1997, ISBN 0-7885-0348-0 (enthält Schriften von Hans Lassen Martensen in engl. Übersetzung).